# Лайош Сетмеряну
Лайош (Людовік) Сетмеряну (рум. Lajos (Ludovic) Sătmăreanu), уроджений Лайош Сатмарі (угор. Szatmári Lajos, 21 лютого 1944, Надьсалонта — 30 червня 2025) — румунський футболіст угорського походження, що грав на позиції захисника.
Виступав, зокрема, за «Стяуа», з яким став чемпіоном Румунії та п'ятиразовим володарем Кубка Румунії, а також національну збірну Румунії, у складі якої поїхав на чемпіонати світу 1970 року.

## Клубна кар'єра
Народився 21 лютого 1944 року в місті Надьсалонта, яке на той момент входило до складу Угорського королівства, втім після Другої світової війни місто повернулось до складу Румунії і отримало назву Салонта. Тут Лайош і почав грати у футбол в місцевій команді «Стеруінца», з якої 1961 року потрапив до команди свого повітового центру Орадя клубу «Кришана».
У цій команді у сезоні 1962/63 він і дебютував у вищому румунському дивізіоні, втім цей матч так і залишився єдиним і з 1963 по 1965 рік молодий захисник грав у складі друголігових команд «Фламура Рошиє» та «Тиргу-Муреш».
Влітку 1965 року футболіст став гравцем «Стяуа». Тренер «армійців» Іліє Саву перевів Лайоша на позицію правого захисника, де футболіст одразу став основним гравцем. Загалом відіграв за бухарестську команду наступні десять сезонів своєї ігрової кар'єри. Більшість часу, проведеного у складі «Стяуа», був основним гравцем захисту команди. За цей час виборов титул чемпіона Румунії та п'ять разів ставав володарем Кубка Румунії. Тоді ж Лайош Сатмарі за ініціативи румунської преси і особисто спортивного репортера Василе Сере, який переймався засиллям угорських гравців у звітах газет, був румунізований, отримавши ім'я Людовік Сетмеряну.
1975 року Сетмеряну покинув команду і перейшов у «Біхор», де провів лише пів року, після чого повернувся до Бухареста, цього разу у клуб «Прогресул», що грав у другому дивізіоні. За підсумками сезону 1975/76 захисник допоміг команді повернутись в еліту, де, втім команда втриматись не змогла, після чого 1977 року Сетмеряну завершив ігрову кар'єру. Всього зіграв 306 ігор у найвищій румунській футбольній лізі.

## Виступи за збірну
4 січня 1967 року дебютував в офіційних матчах у складі національної збірної Румунії в товариській грі проти Уругваю (1:1).
У складі збірної був учасником чемпіонату світу 1970 року у Мексиці, на якому він провів усі три матчі — проти Англії, Чехословаччини та Бразилії, але команда не подолала груповий етап.
Загалом протягом кар'єри у національній команді, яка тривала 7 років, провів у її формі 44 матчі, забивши 1 гол. Цей гол став широко відомий, оскільки був забитий 29 квітня 1972 року під час кваліфікаційного матчу до Євро-1972 проти його історичної батьківщини Угорщини (1:1). Лайош пішов на подачу з кутового від Ангела Йорденеску, під час якої крикнув угорською мовою «залишай!» (угор. hagyjad!), завдяки чому угорські захисники пропустили м'яч і Сетмеряну зумів безперешкодно відправити м'яч у ворота, зрівнявши рахунок.

## Тренерська кар'єра
По завершенні ігрової кар'єри Сетмеряну став тренером та координатором у молодіжному відділі «Стяуа», де працював тривалий час, поки його не звільнив Джіджі Бекалі 23 лютого 2011 року разом із сімома іншими тренерами з фінансових причин. Паралельно Сетмеряну був помічником тренера юнацьких збірних Румунії з 1991 по 1997 рік, беручи участь у чемпіонаті Європи серед 16-річних 1991 року у Швейцарії та чемпіонату Європи серед 18-річних 1993 року в Англії.
Після звільнення зі «Стяуа» Сетмеряну працював приватній футбольній школі «Mati Sport» Василе Матінке, а також був спостерігачем на матчах від Румунської федерації футболу.
25 березня 2008 року за участь у чемпіонаті світу 1970 року Сетмеряну був нагороджений медаллю за Спортивні заслуги III класу.
Влітку 2011 року він обійняв посаду головного тренера клубу Ліги III «Арджешул» (Міхейлешті).

## Титули і досягнення
- Чемпіон Румунії (1):

«Стяуа»: 1967–68
- Володар Кубка Румунії (5):

«Стяуа»: 1965–66, 1966–67, 1968–69, 1969–70, 1970–71